# (20206) 1997 FA4
1997 أف أي 4 (ويعرف أيضًا باسم (20206) 1997 أف أي 4 وفق تسمية الكوكب الصغير) (بالإنجليزية: 1997 FA4)‏ هو كويكب ضمن حزام الكويكبات؛ وترتيبه 20206 من حيث الاكتشاف.
اكتُشف هذا الجُرم الفلكي بواسطة بحث لنكولن عن الكويكبات القريبة من الأرض في 31 مارس 1997.

## وصلات خارجية
- (20206) 1997 FA4 في قاعدة بيانات مختبر الدفع النفاث لأجرام النظام الشمسي الصغيرة

- الاكتشاف · مخطط المدار ·  العناصر المدارية · المعلمات المادية

- (20206) 1997 FA4 على موقع ويكي سكاي: DSS2, SDSS, GALEX, IRAS, Hydrogen α, X-Ray, Astrophoto, Sky Map, Articles and images